# Ті, що співають у терні: Втрачені роки
«Ті, що співають у терні: Втрачені роки» (англ. The Thorn Birds: The Missing Years) — американсько-австралійський телефільм 1996 року, сюжетно пов'язаний з мінісеріалом «Ті, що співають у терні» (1983), заснованим на однойменному романі Коллін Мак-Каллоу.

## Сюжет
Дія відбувається під час Другої світової війни у Римі та Австралії (Новий Південний Уельс). Меггі остаточно йде від свого чоловіка Люка О'Ніла. Тоді Люк забирає Дена, вважаючи, що це його син. Меггі намагається повернути Дена через суд. Суд ухвалює рішення, згідно з яким Ден буде жити в прийомній родині. Але Меггі проти. Вона згодна віддати сина Люку. Тоді її мати Фіона їде до Люка і розказує йому, що Ден не його син, а Ральфа, про що той не знає. Фіона вмовляє Люка не говорити про це ні Дену, ні Ральфу. Повернувшись в Дрогеду, Фіона передає Ральфу прохання Люка про зустріч, і Ральф їде до нього. Їхня розмова закінчується бійкою, в якій перемагає Ральф. Він привозить Дена до Меггі, а сам повертається до Риму.

## У ролях
| Актор             | Роль                                 |
| ----------------- | ------------------------------------ |
| Річард Чемберлен  | Ральф де Брікассар                   |
| Аманда Доног'ю    | Меггі Клірі О'Ніл                    |
| Джулія Блейк      | Фіона Клірі                          |
| Олівія Барнетт    | Джастіна О'Ніл                       |
| Саймон Вествей    | Люк О'Ніл                            |
| Зак Інгліш        | Ден О'Ніл                            |
| Пол Бертрам       | Гаррі Гох                            |
| Майкл Сетон       | Білл Мастерс                         |
| Адам Гросетти     | Тоні Мастерс                         |
| Роберт Тейлор     | Джек Клірі                           |
| Крістофер Габарді | падре Анджело                        |
| Джонатан Гарді    | падре Еміліо                         |
| Максиміліан Шелл  | кардинал Вітторіо ді Контіні-Верчезе |
| Тодд Шульберг     | Семюел                               |
| Джек Томпсон      | суддя                                |